# Pieve di San Donato in Polenta
La pieve di San Donato in Polenta si trova nell'omonima frazione del comune di Bertinoro, in provincia di Forlì-Cesena.
Giosuè Carducci, che spesso soleva recarsi sui colli bertinoresi, la celebrò con la poesia La chiesa di Polenta (composta nel luglio 1897 e pubblicata in Rime e ritmi), in cui il poeta rimembra l'ospitalità ricevuta da Dante Alighieri da parte di Guido da Polenta.
Di fronte al sagrato vi è un'erma che ricorda Carducci. Ogni anno, nei mesi di maggio e settembre si tiene in questo luogo la lettura e commento della Divina Commedia, animata da professori e letterati.

## Storia
(Giosuè Carducci, La chiesa di Polenta, v.25)

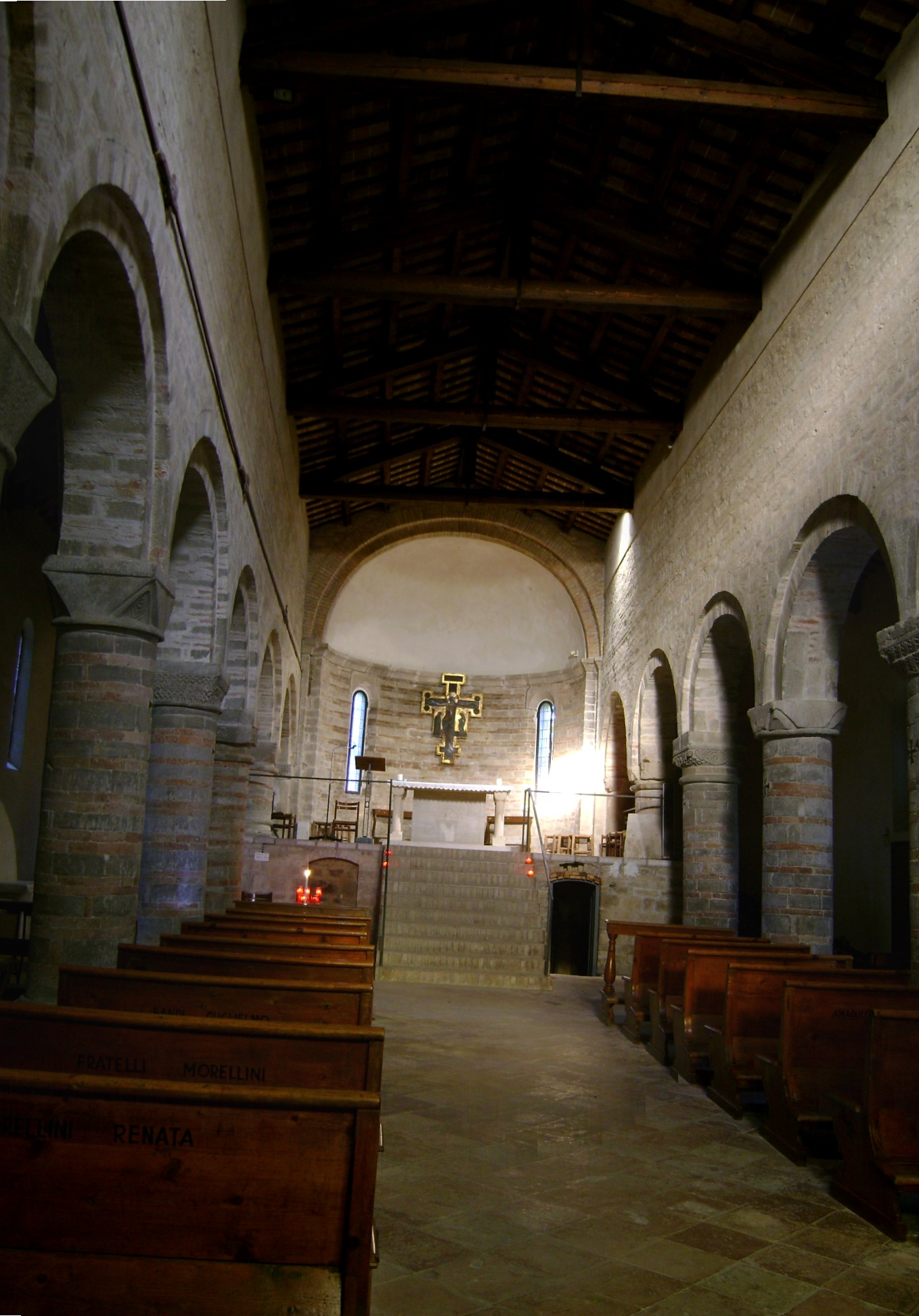
L'interno della pieve

La prima notizia storica sul tempio è contenuta in una pergamena del 24 luglio 911. Secondo gli storici le molte parti dell'edificio, quali colonne, capitelli, cripta, sono da attribuirsi alla primitiva chiesa. È poi ricordata in altri documenti risalenti al X secolo. Le citazioni della pieve divennero sempre più frequenti a partire dall'anno 1000, ma non vengono fornite descrizioni dettagliate dell'edificio nelle sue particolarità. Nei primi anni del XVIII secolo, nell'anno 1705, vennero eseguiti radicali lavori di restauro, che cambiarono pesantemente l'assetto della chiesa, come ricordato da un'epigrafe posta sull'ingresso. Ulteriori lavori di restauro vennero operati nel 1890.

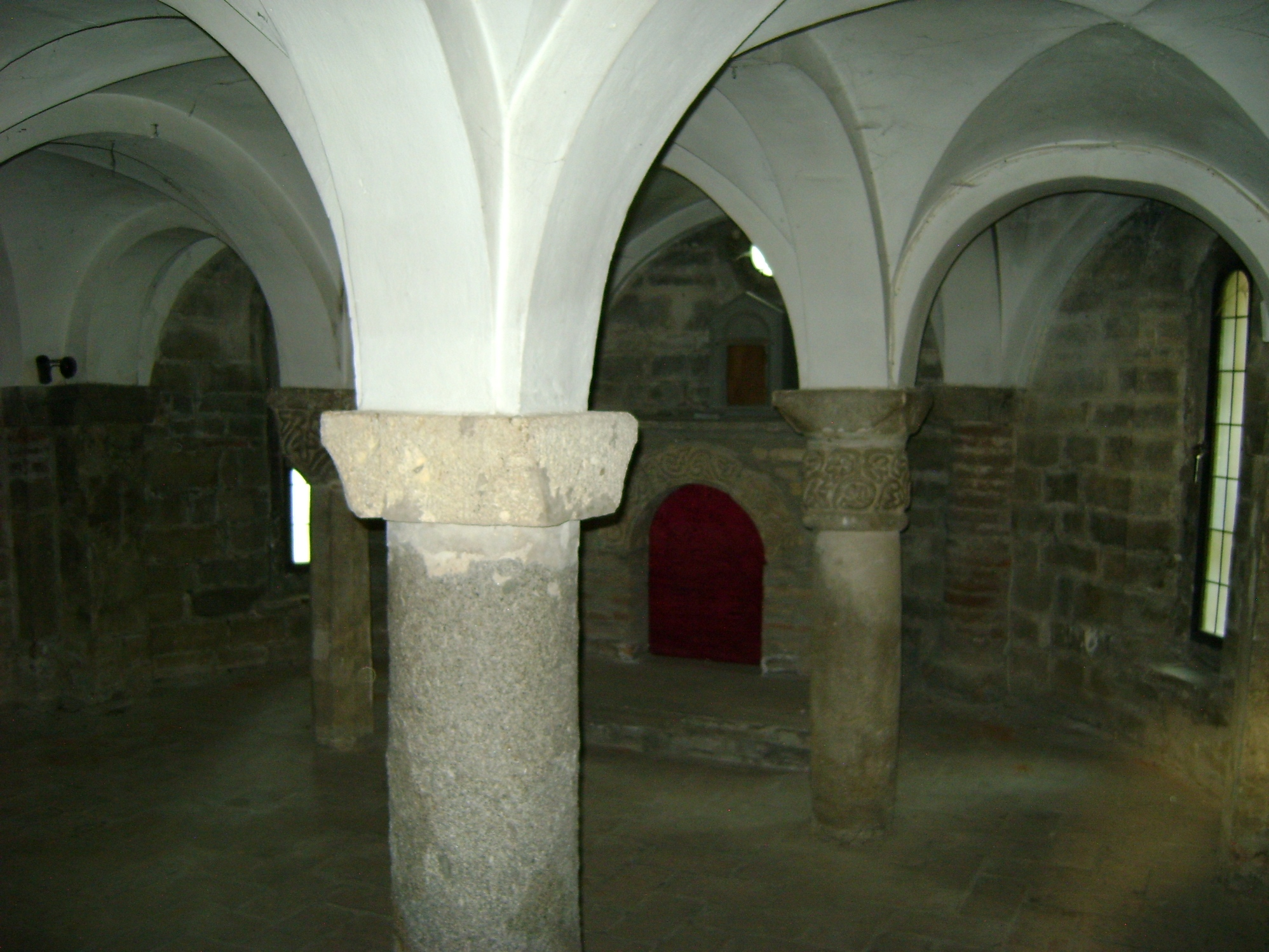
La cripta

 In quell'anno inoltre, il 20 settembre, venne scoperta la cripta, a cui venne operata l'attuale sistemazione. Nel 1898 si ebbero i lavori per la ricostruzione del campanile, che terminarono l'anno seguente.
Nel 1999, l'allora parroco don Guerrino denunciò lo stato di degrado della struttura. Nel 2002 la Soprintendenza di Ravenna è intervenuta con il puntellamento della parete di sinistra, gonfiatasi verso l'esterno, ed è stato preparato il piano di consolidamento strutturale, messa in sicurezza e ripristino della pavimentazione interna. I lavori di restauro si sono svolti negli anni 2009-2012 sotto la guida dell'architetto forlivese Roberto Pistolesi.

## Descrizione

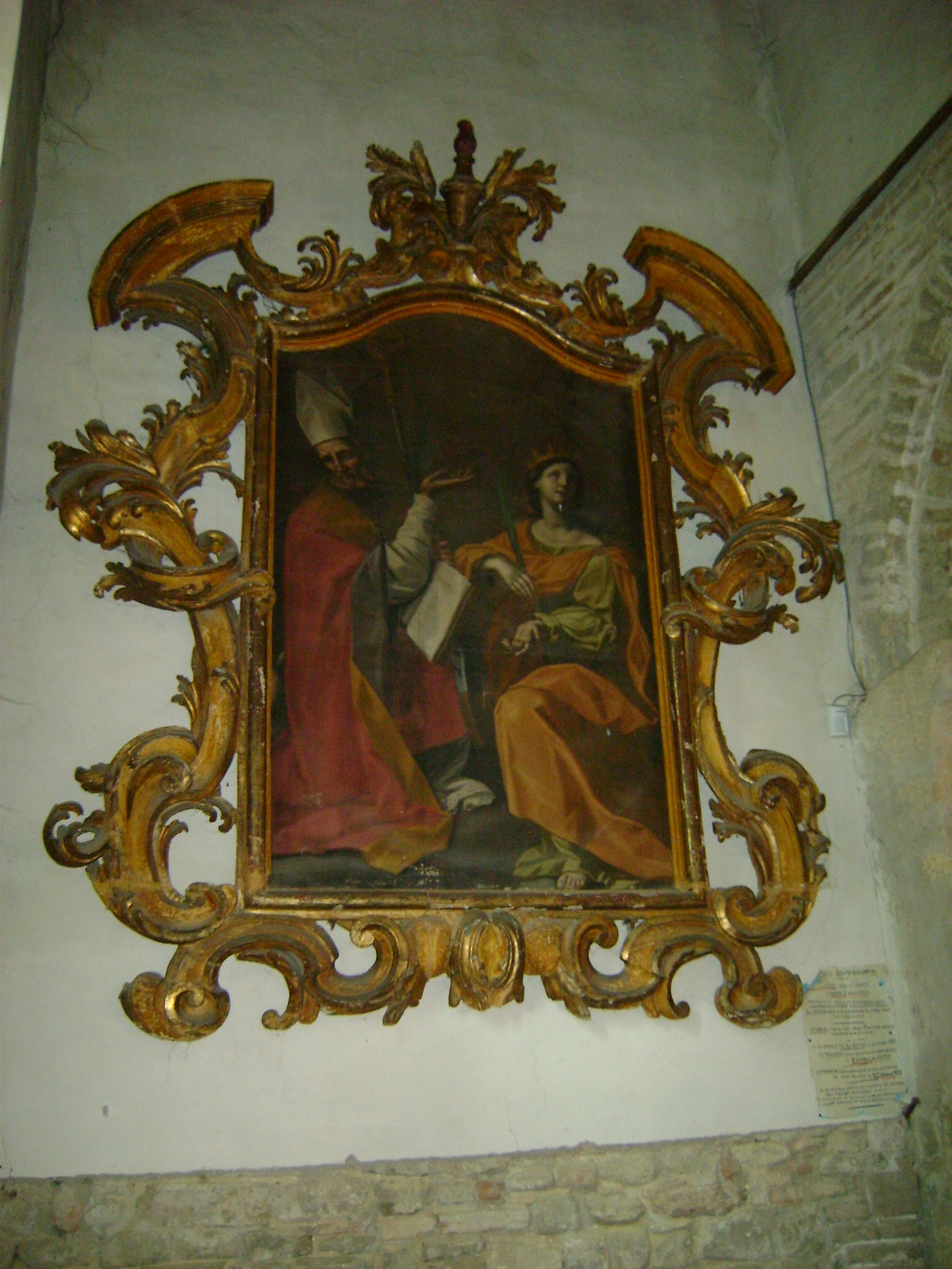
Il quadro di San Donato e Santa Caterina

La pieve, parte della diocesi di Forlì-Bertinoro, si presenta a forma basilicale, con travature scoperte, navata centrale non sopraelevata e il tetto in continuazione con quelle laterali. Possiede colonne grosse, massicce e circolari, realizzate in mattoni e pietra, sormontate da capitelli lapidei. Questi ultimi non sono tutti simili, alcuni sono composti con semplice smussatura, altri invece riportano bassorilievi con disegni geometrici, arabeschi, figure grottesche di animali e uomini, che testimoniano la presenza di diverse arti, longobarda e bizantina. L'altare maggiore possiede un palio marmoreo, ornato da una croce latina e bassorilievi, di provenienza greca, risalente al VII secolo e restaurato nel 1960. All'interno, sulla parete di fondo, si trova un quadro che raffigura san Donato d'Arezzo e santa Caterina d'Alessandria, risalente probabilmente al 1700 e inquadrato in una cornice barocca. Venne rubato nel 1977 e ritrovato, con la cornice spezzata, nello stesso anno.
La pieve è accessibile tramite una strada costeggiata da cipressi e possiede un percorso Via Crucis.

## Galleria d'immagini

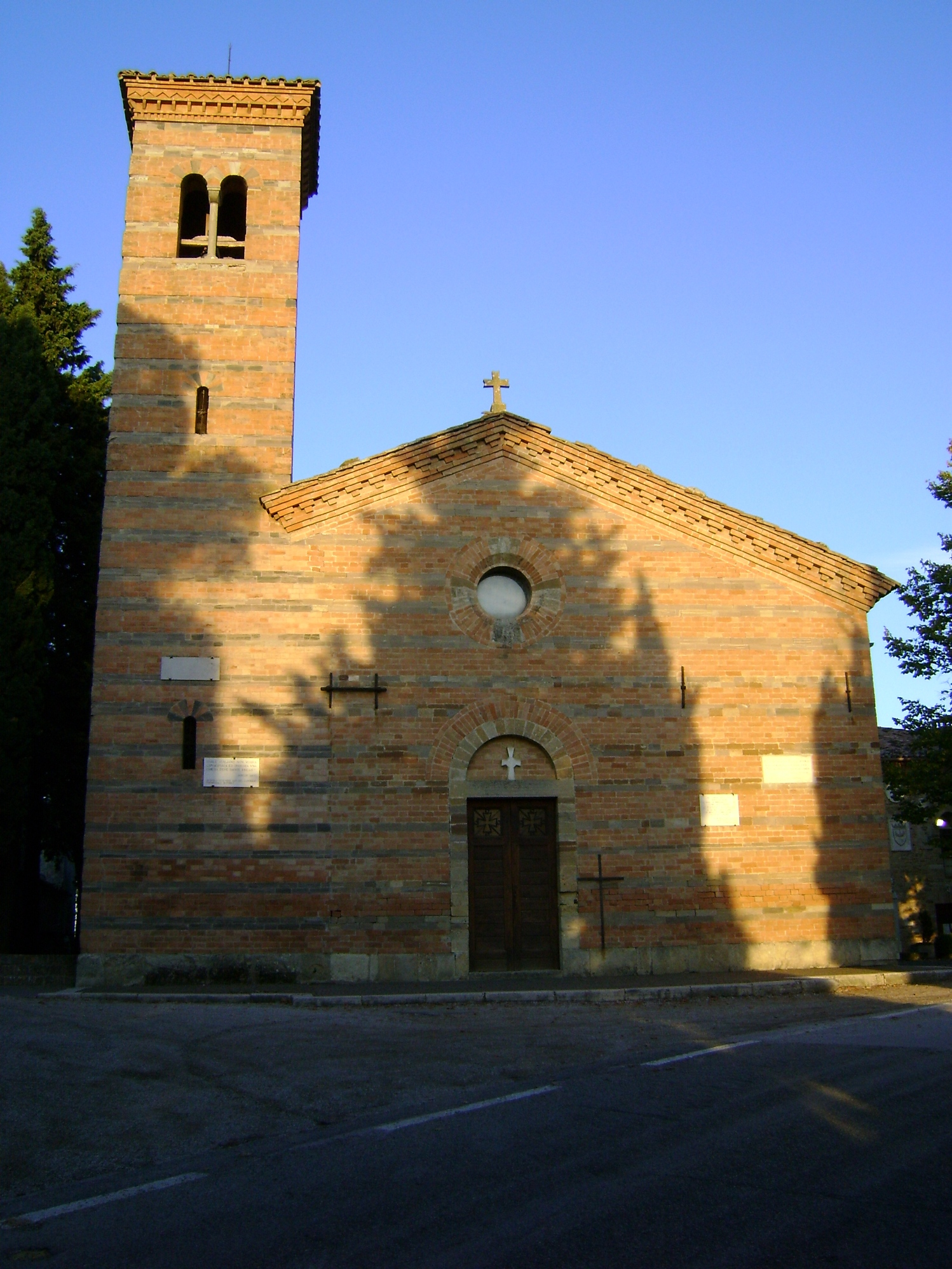
La facciata della pieve
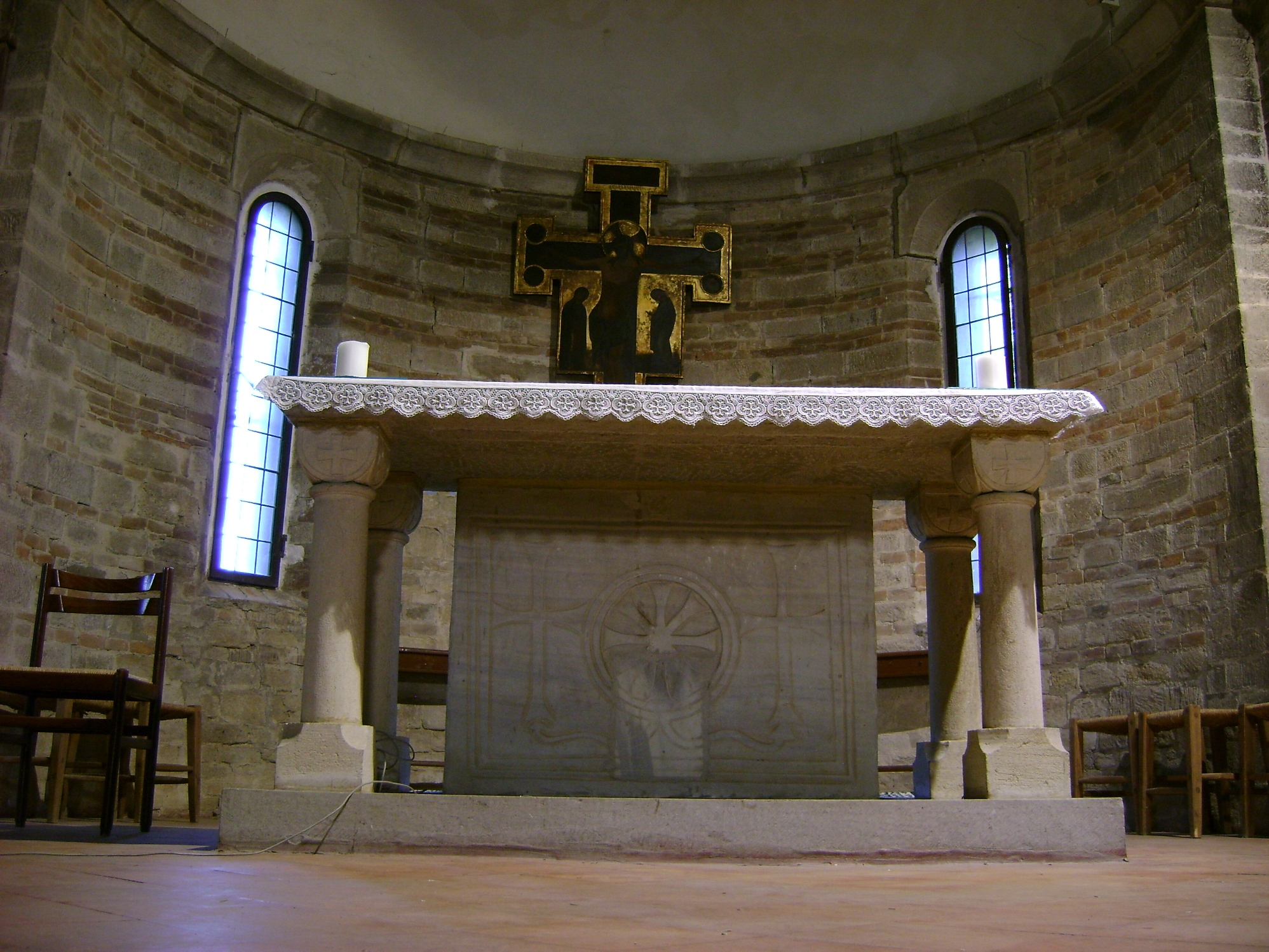
L'altare
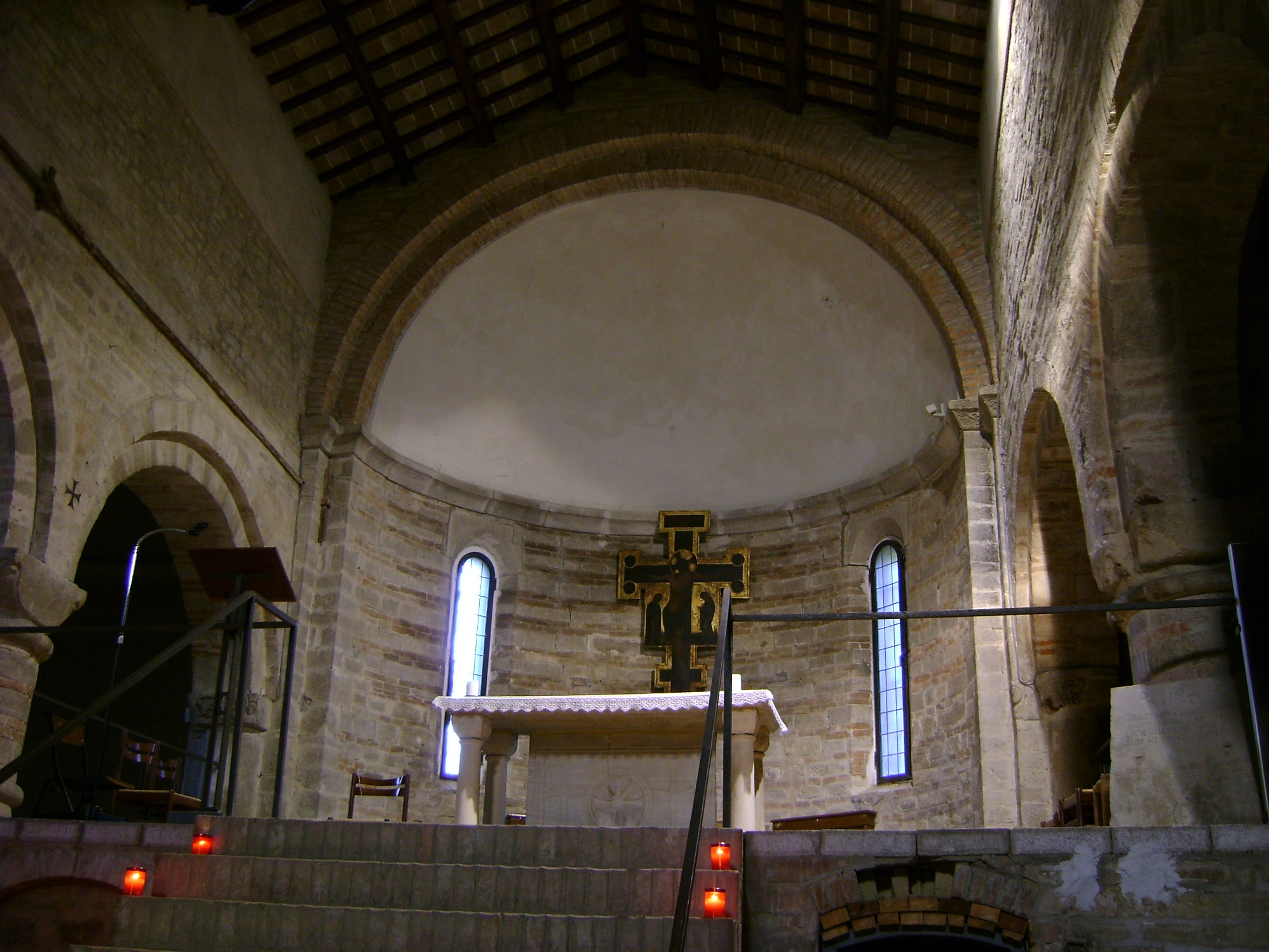
Il presbiterio
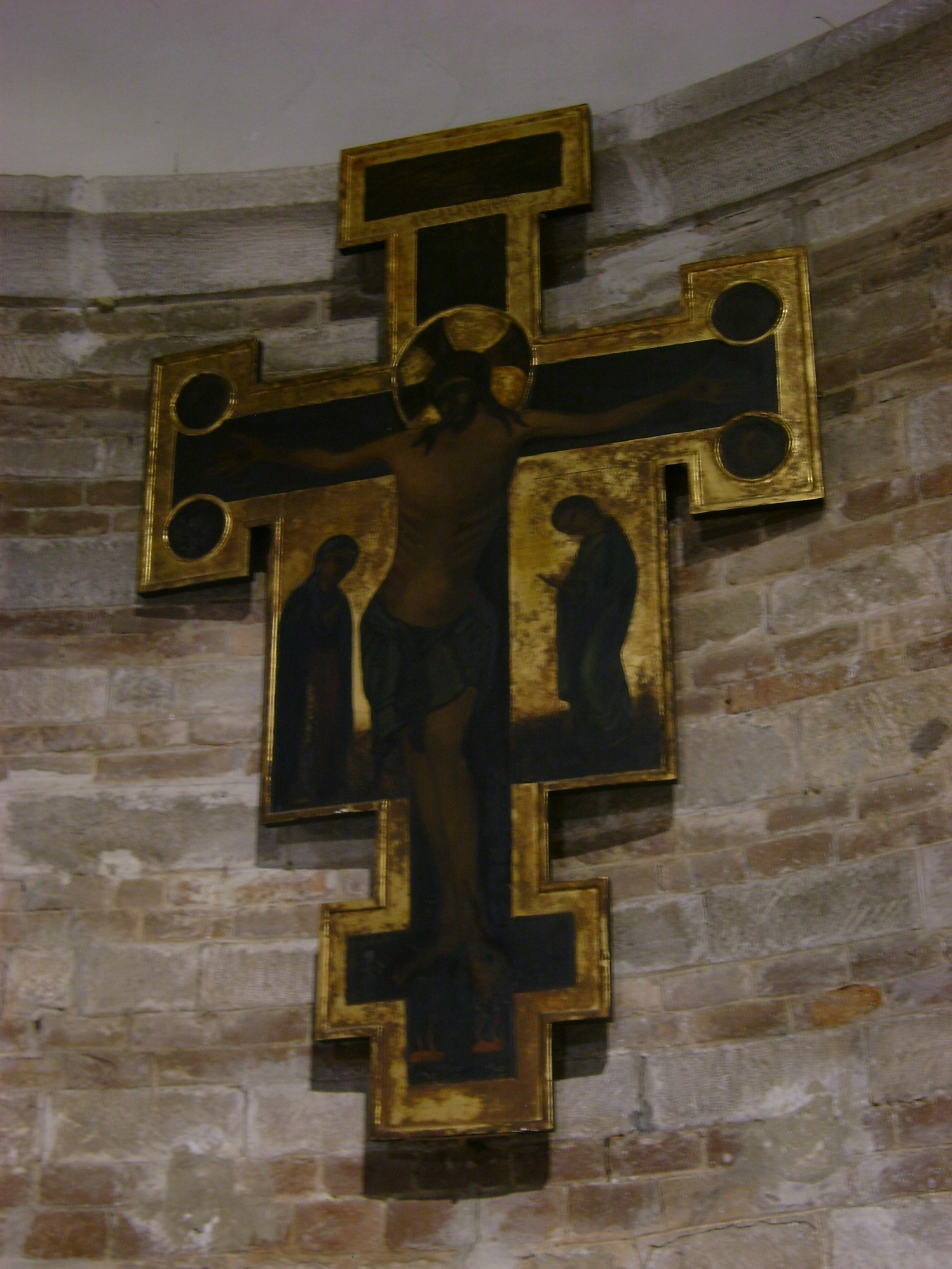
Il crocifisso ligneo
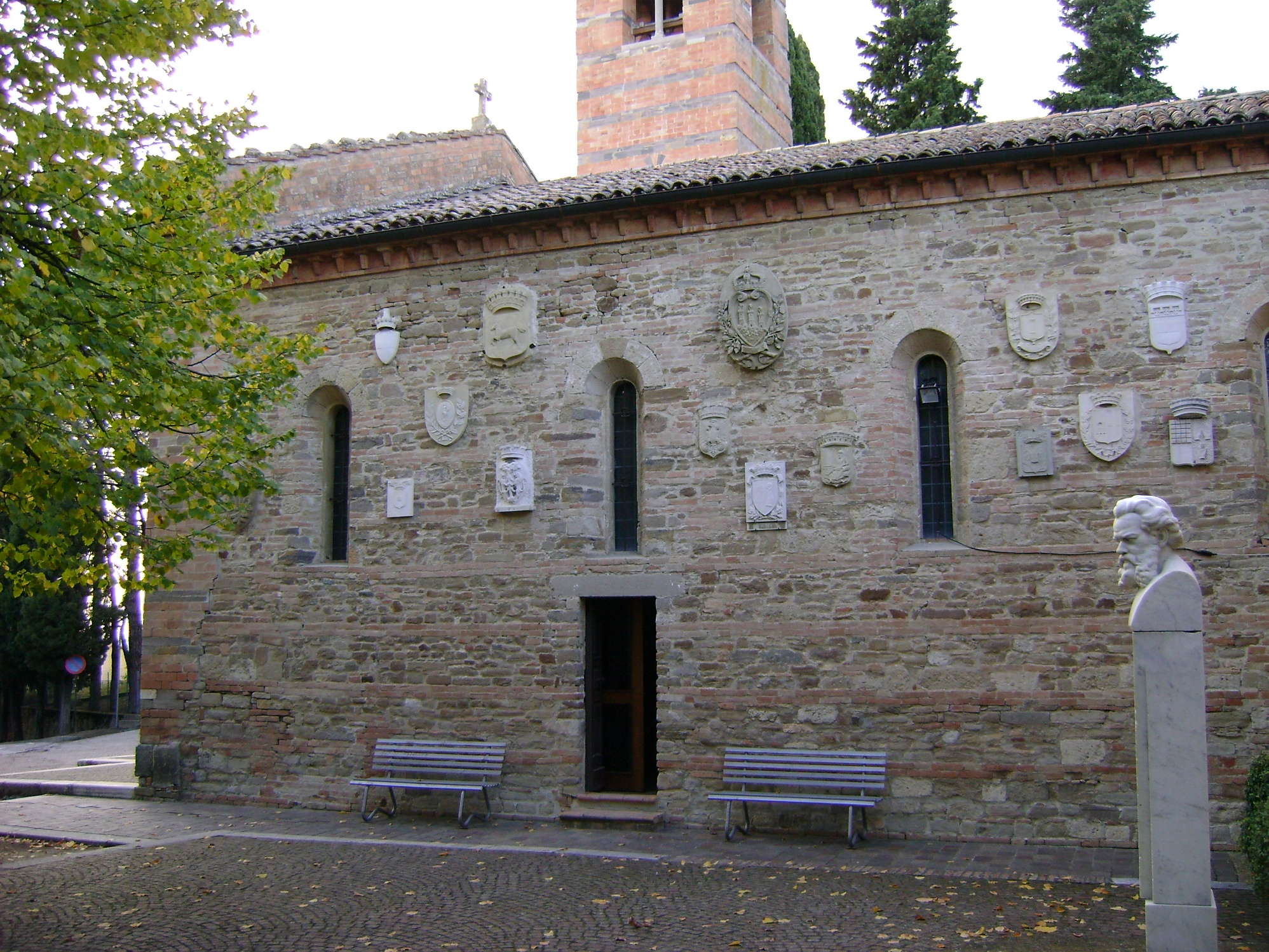
La fiancata destra
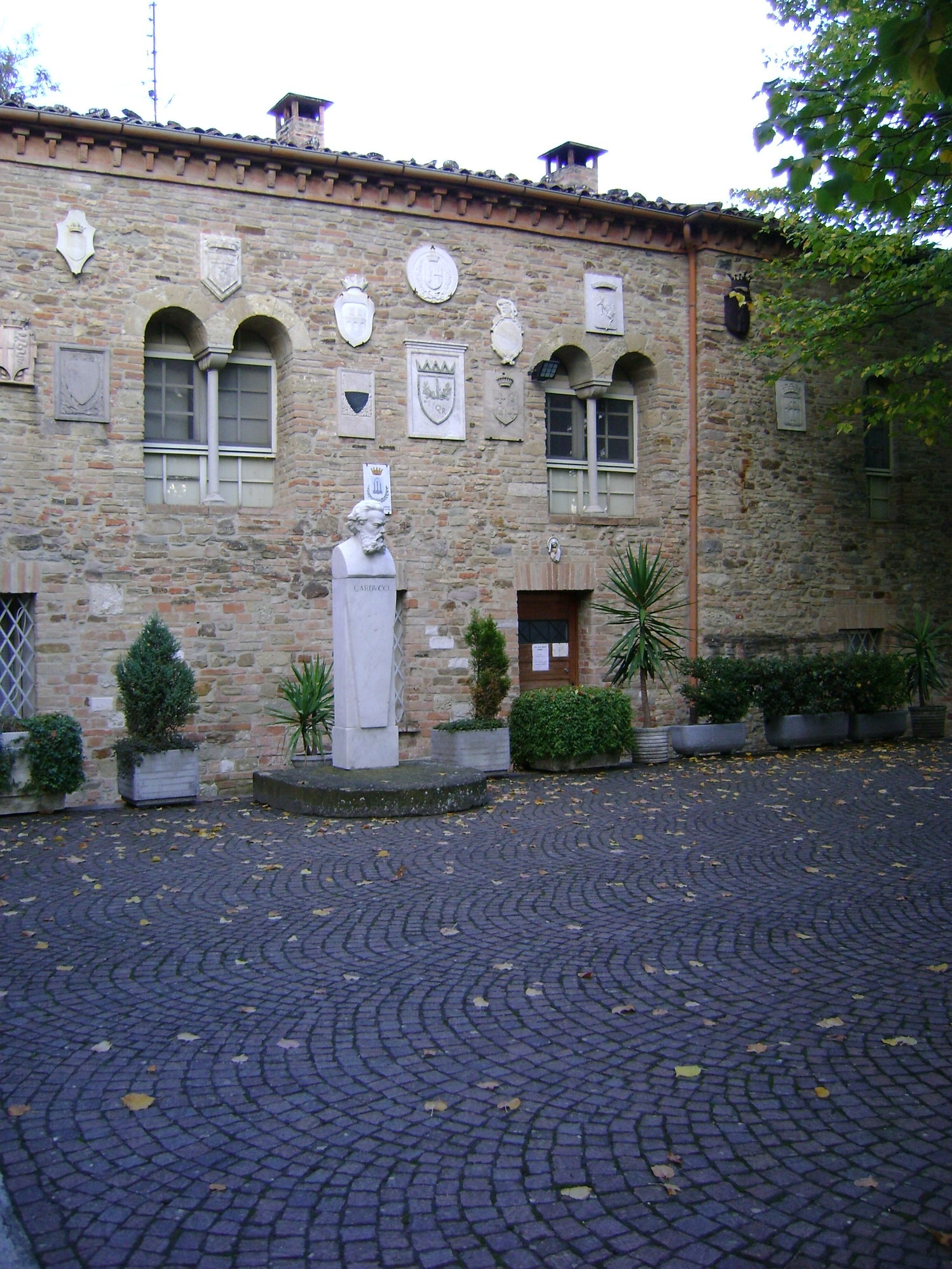
Il piazzale adiacente alla pieve, con il monumento di Giosuè Carducci

### Stemmi
Qui alcuni degli stemmi di città presenti sulla parete destra della chiesa e sulla canonica:

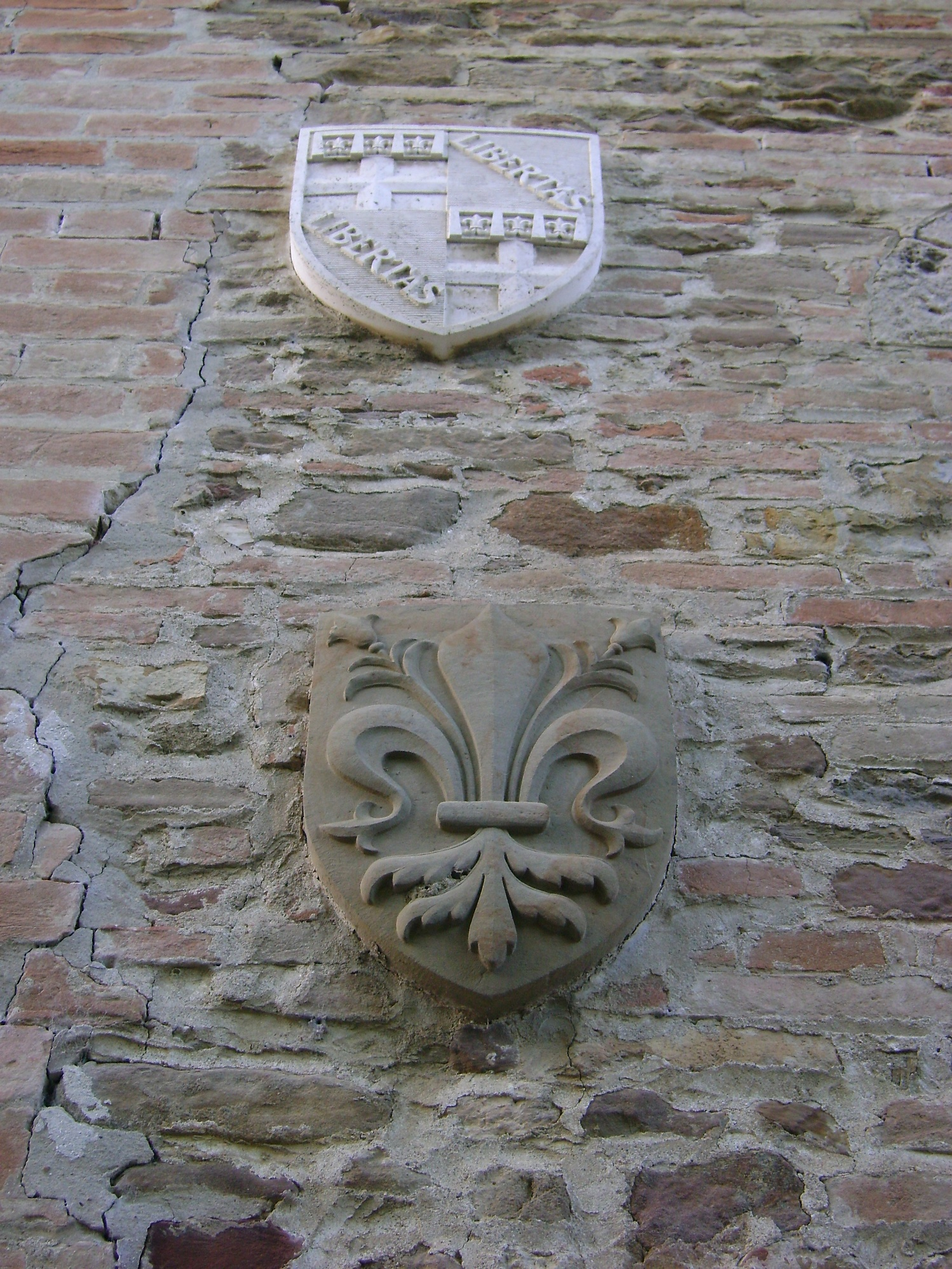
Lo stemma di Firenze sotto; quello di Bologna sopra
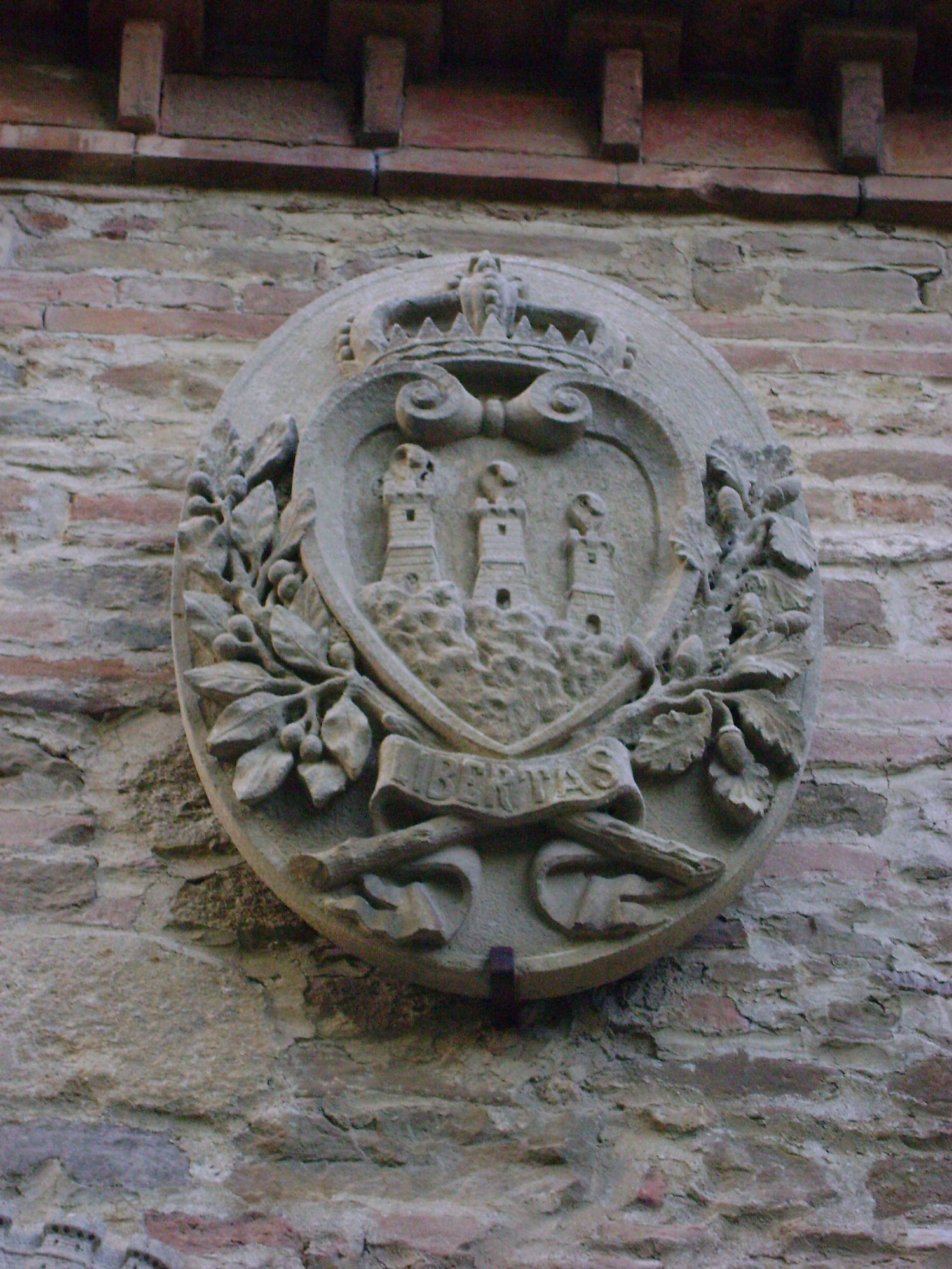
Lo stemma di San Marino
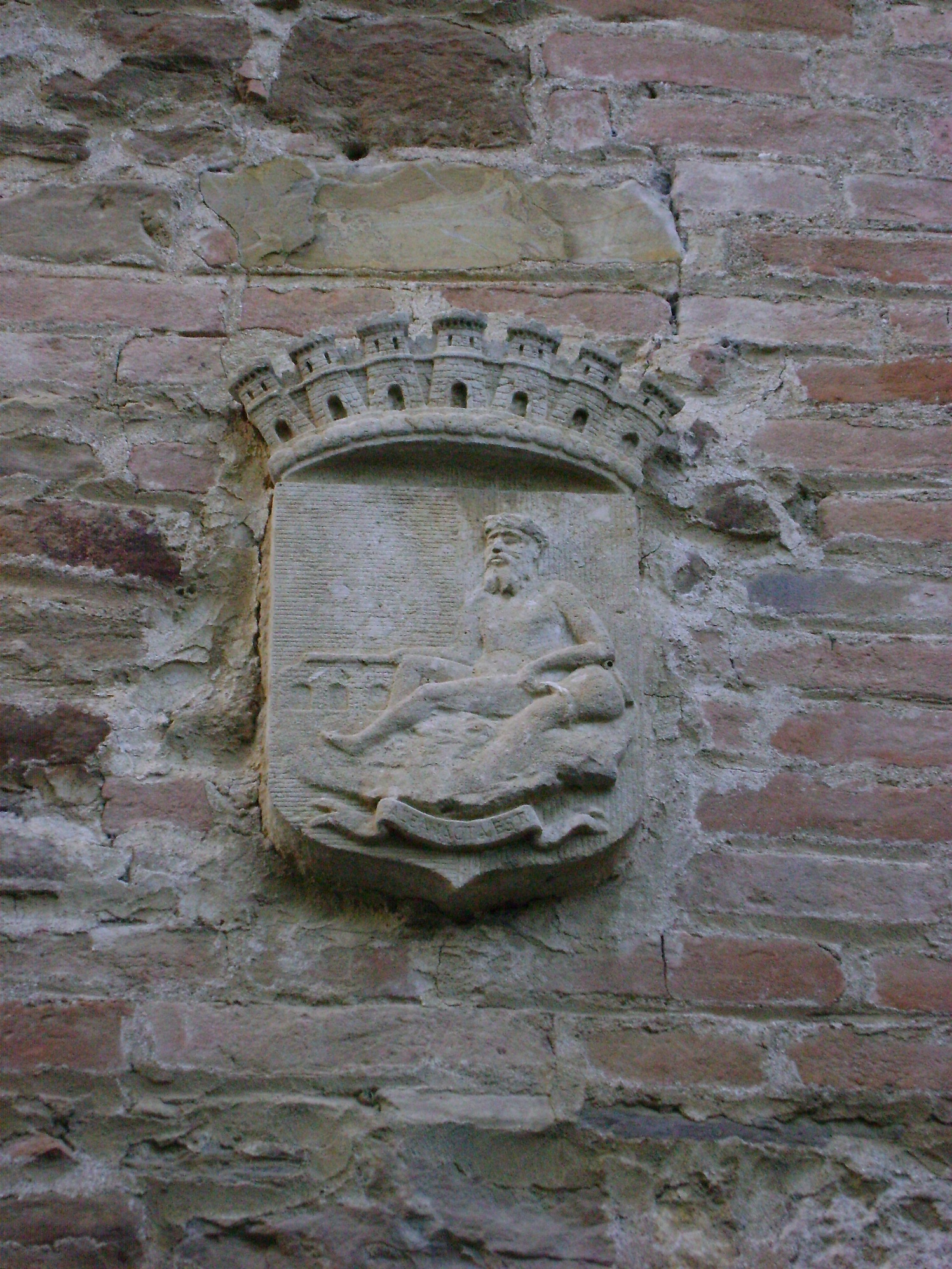
Lo stemma della provincia di Forlì-Cesena
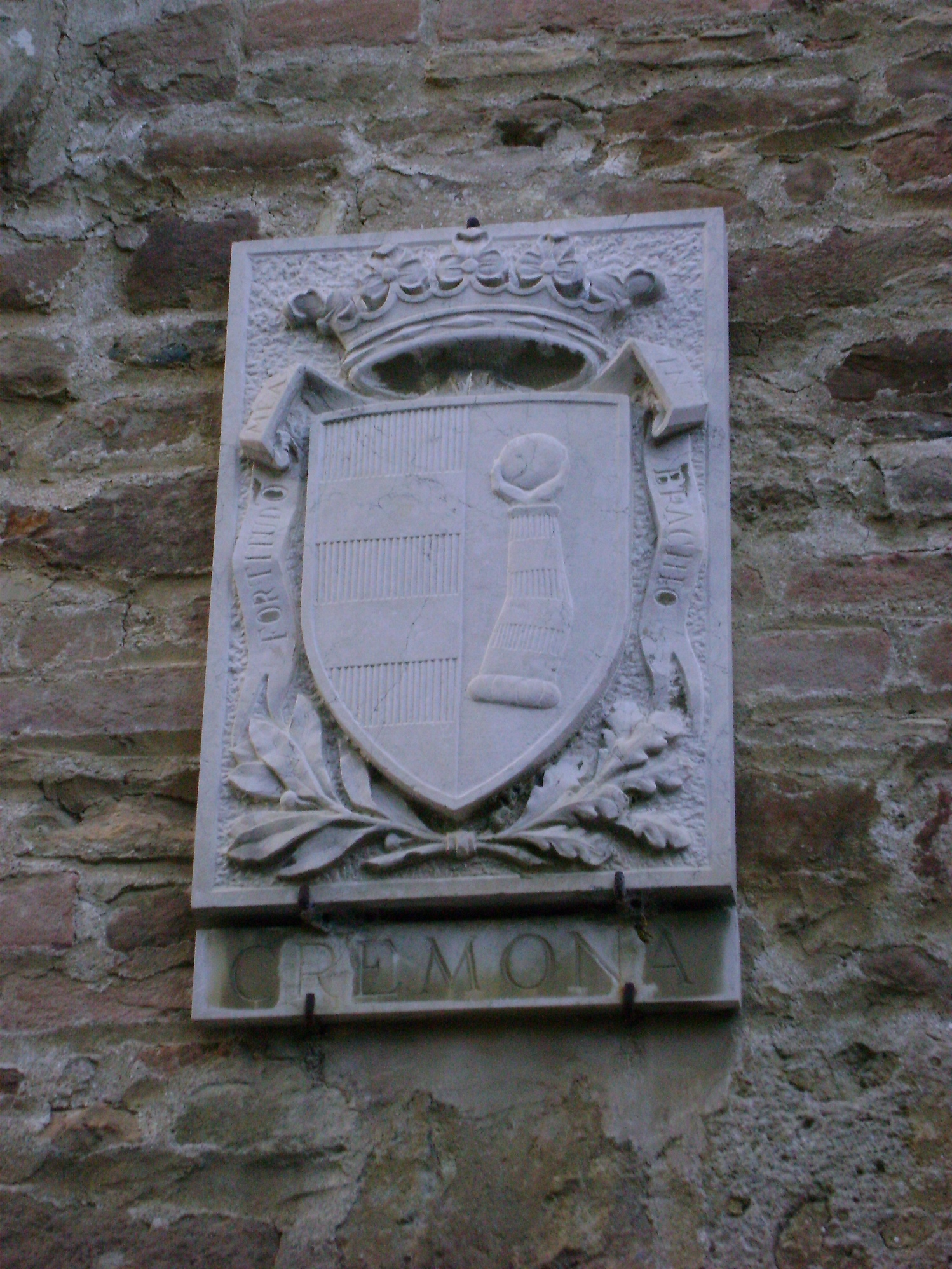
Lo stemma di Cremona
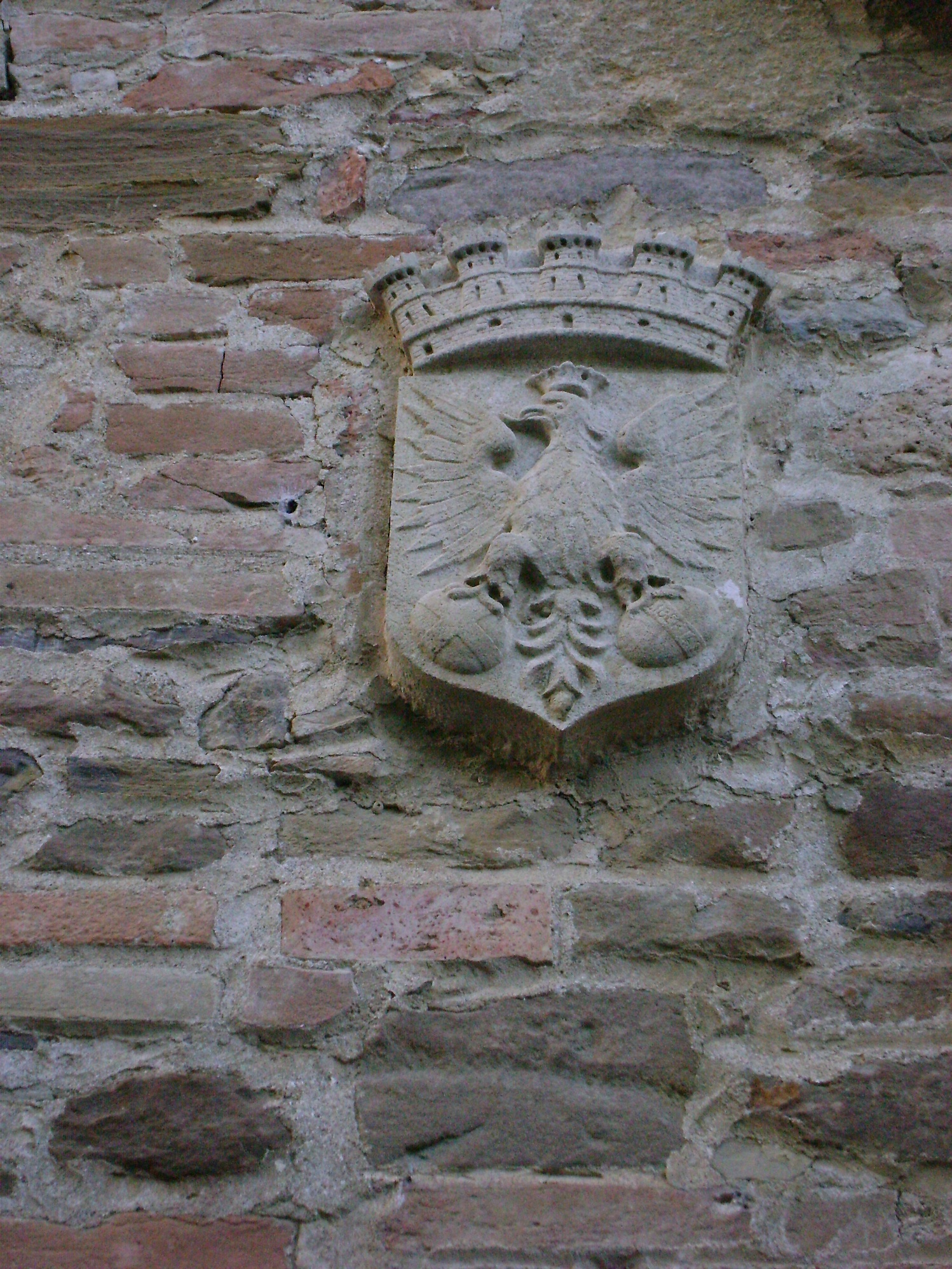
Lo stemma di Forlì
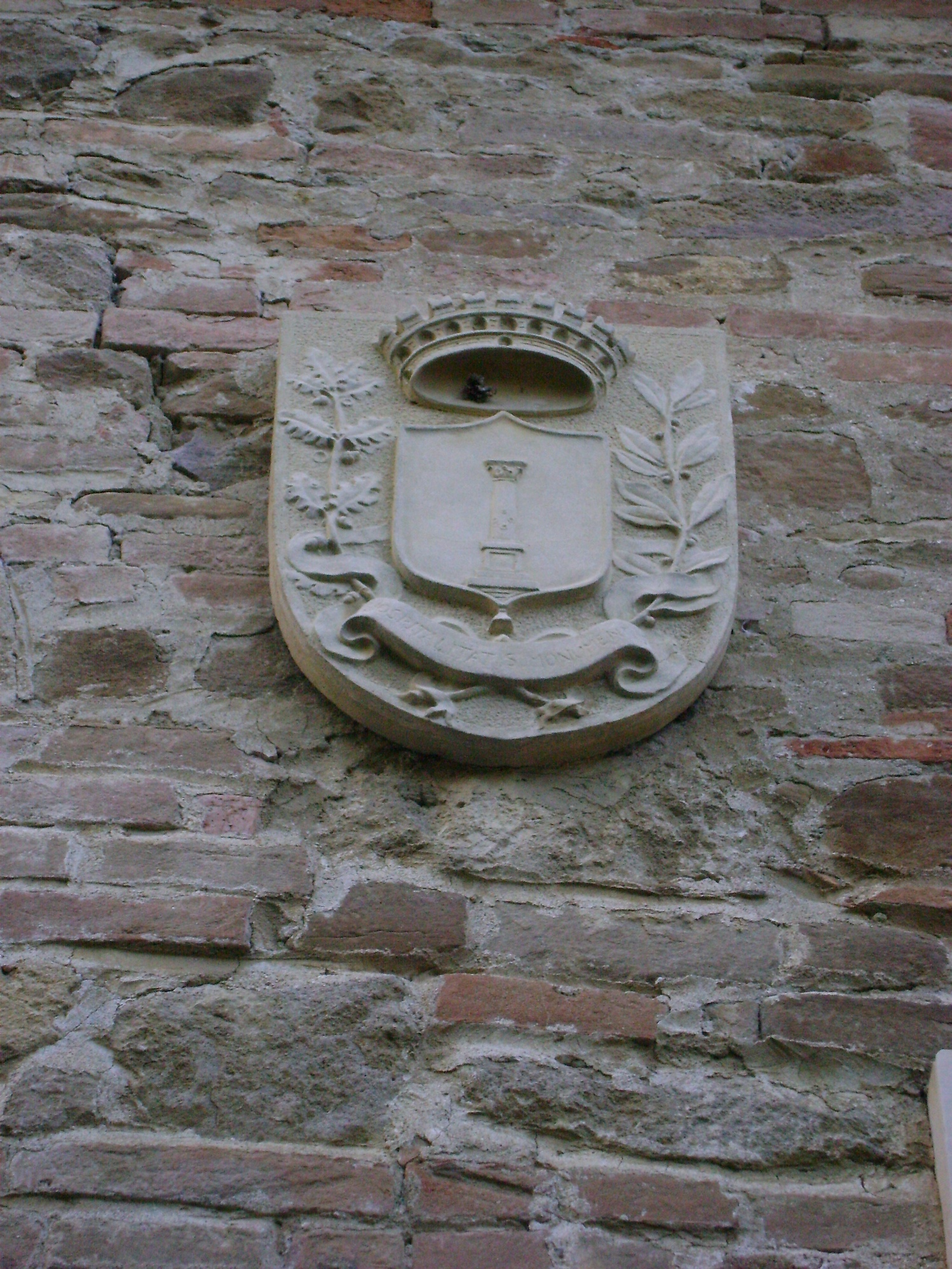
Lo stemma di Bertinoro
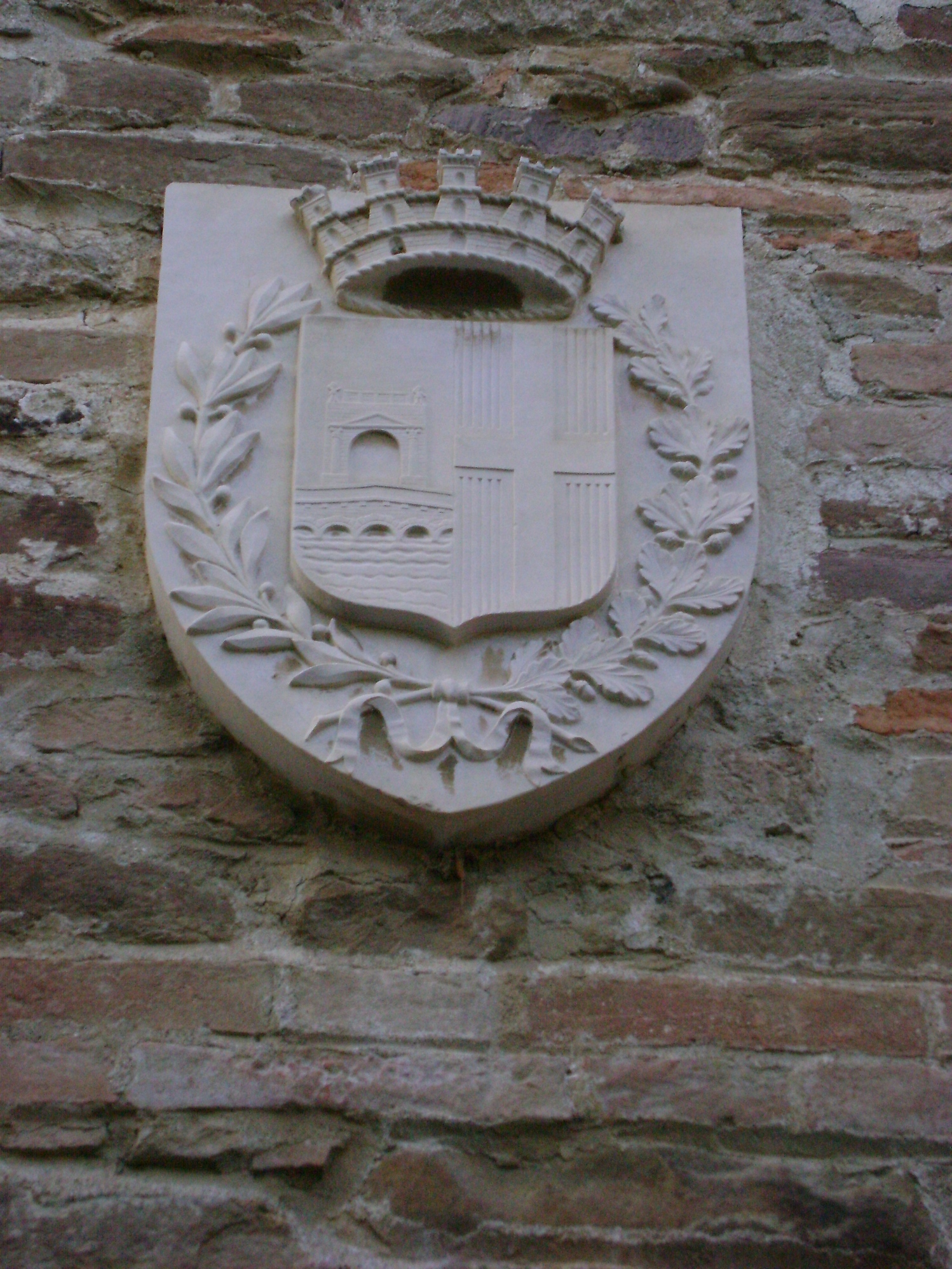
Lo stemma di Rimini
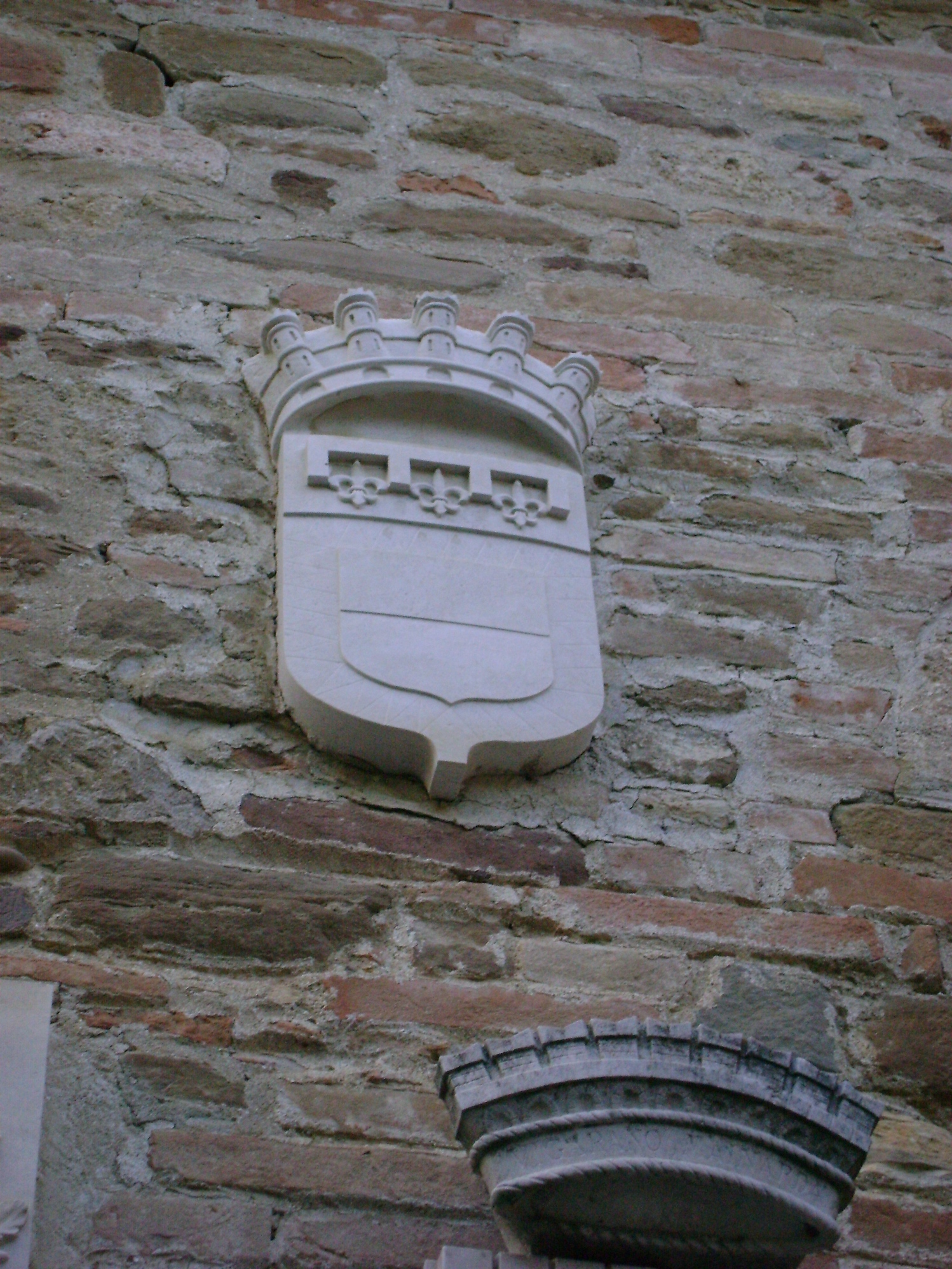
Lo stemma di Cesena
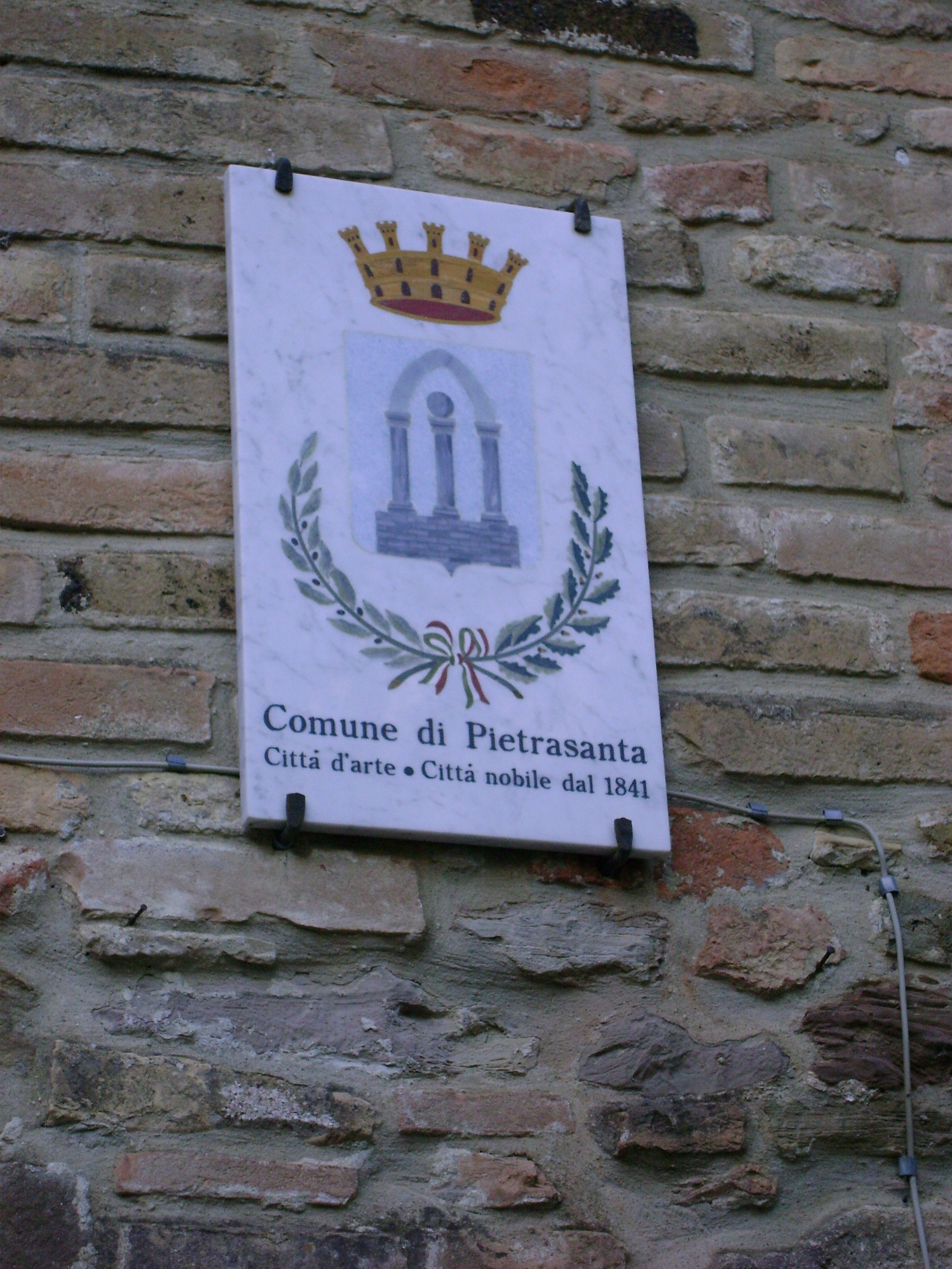
Lo stemma di Pietrasanta
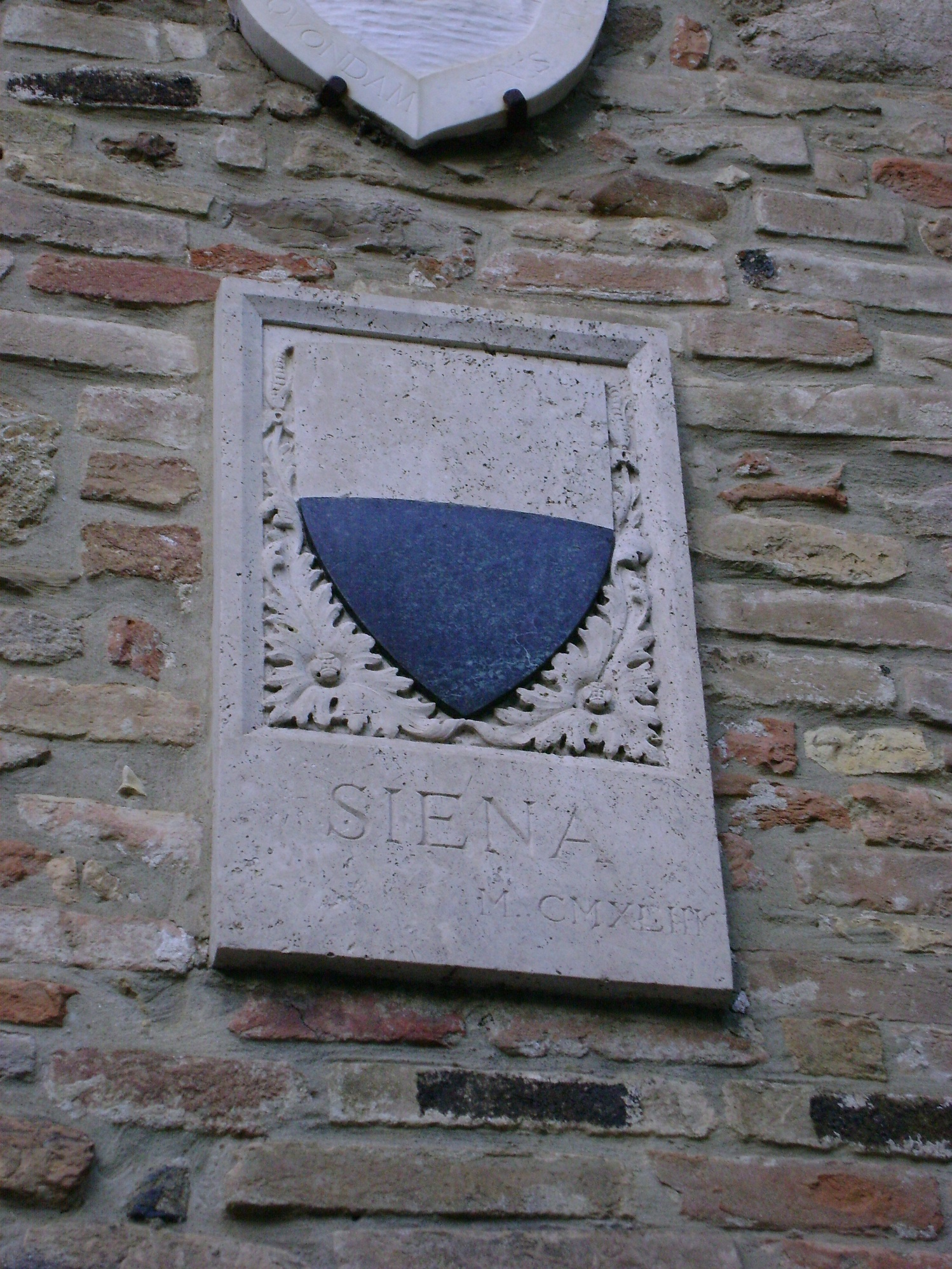
Lo stemma di Siena
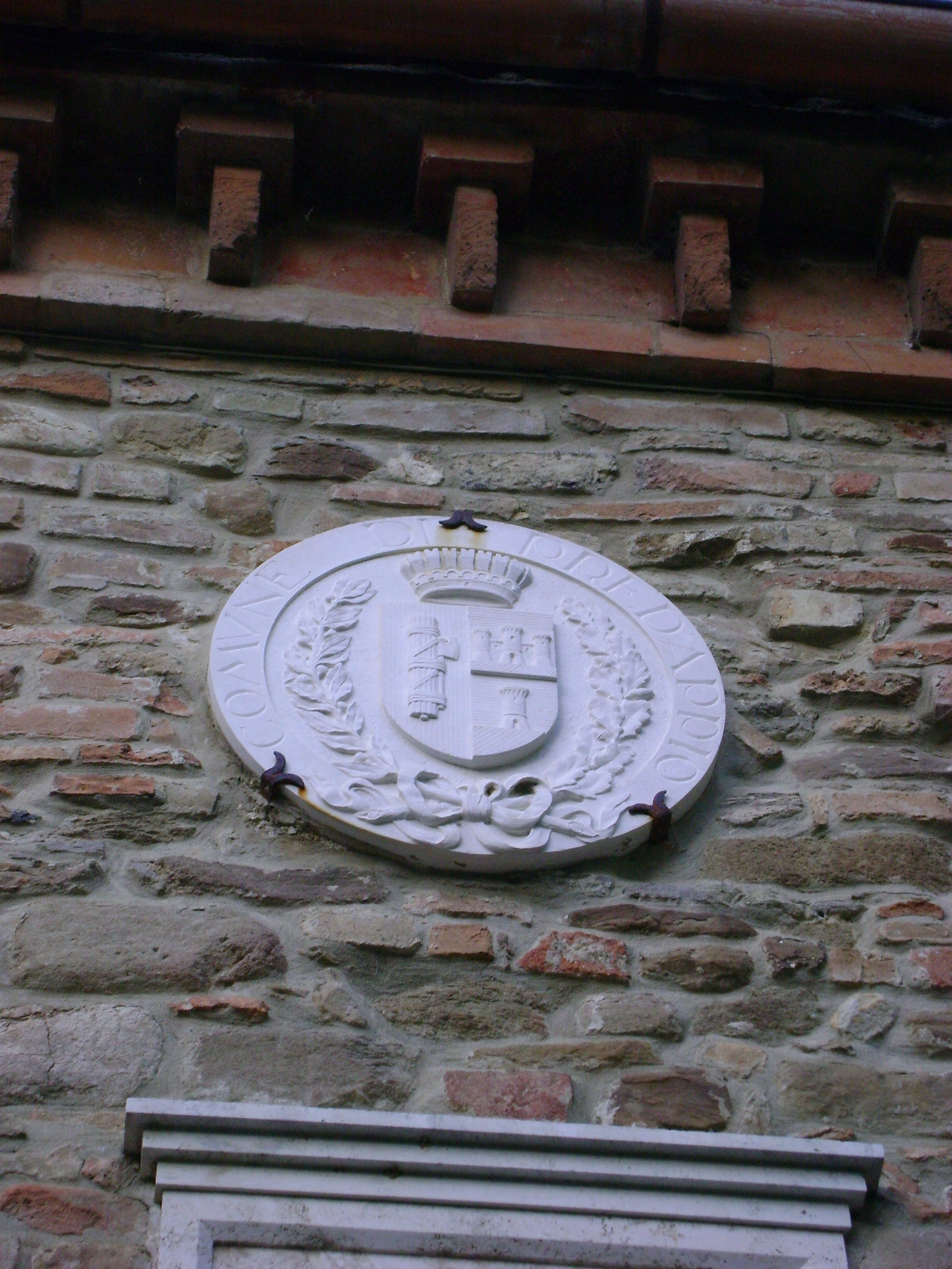
Il vecchio stemma di Predappio
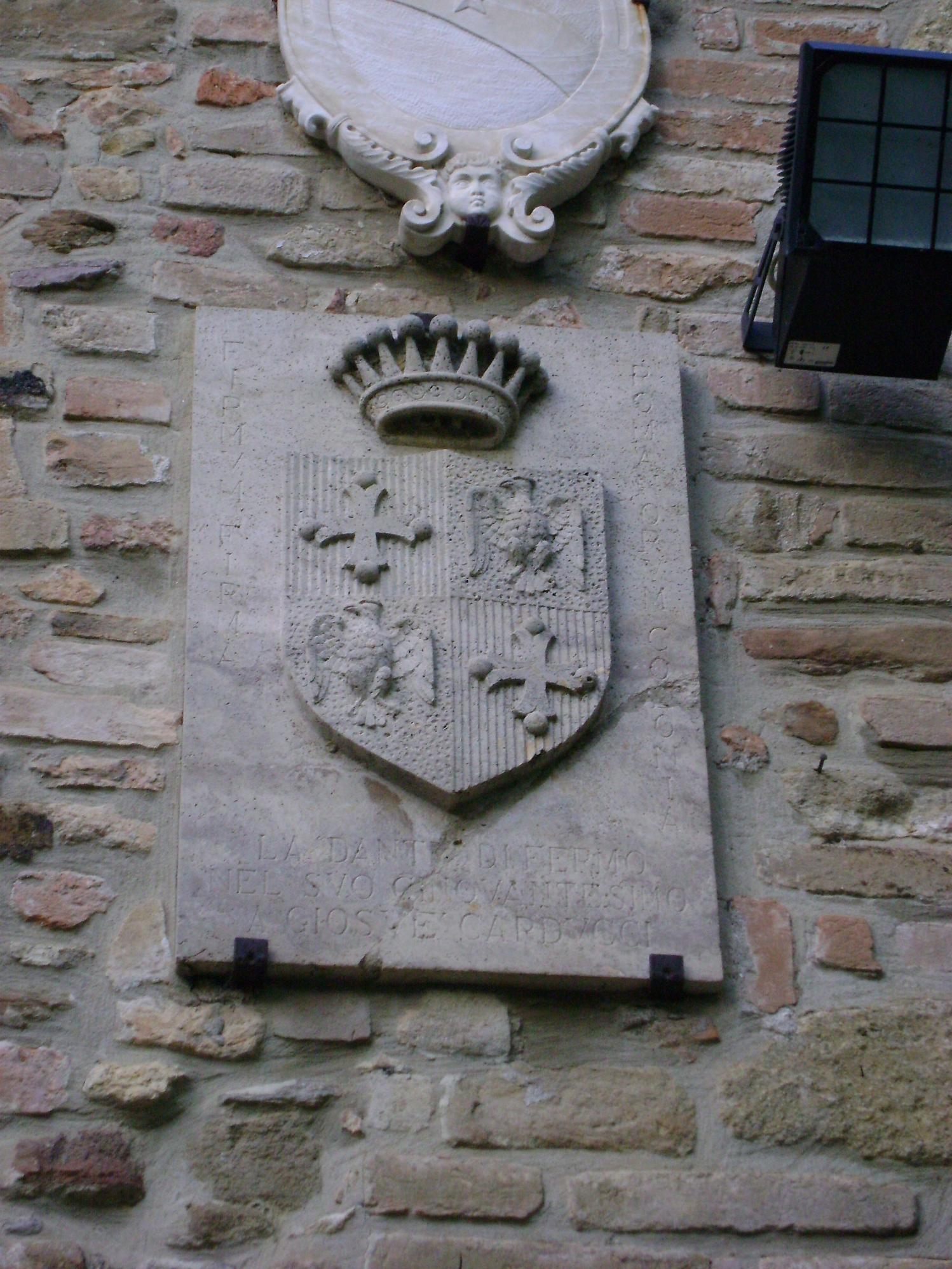
Lo stemma di Fermo